# Eier Benedict

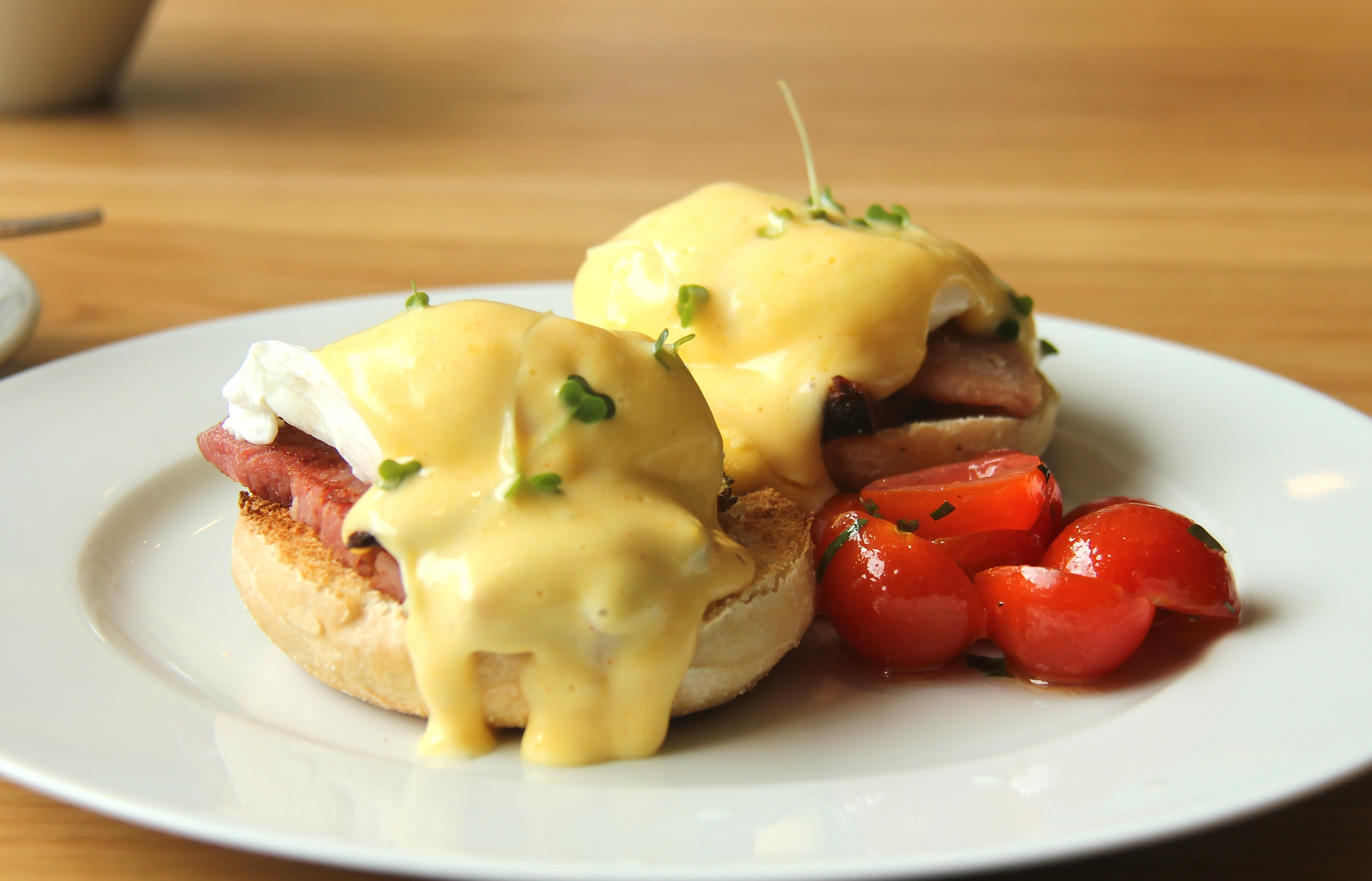
Eggs Benedict, hier mit Tomaten-Garnierung

Eier Benedict (von englisch Eggs Benedict) sind ein Frühstücksgericht aus der Küche der Vereinigten Staaten, das aus pochierten Eiern auf Toast oder halbierten englischen Muffins mit einer Scheibe angebratenem Kochschinken oder Frühstücksspeck und Sauce Hollandaise besteht. Außer in den Vereinigten Staaten ist das Gericht auch in Großbritannien, Australien und anderen Ländern anzutreffen. Zudem gehört es oft zum Frühstücks-Standardangebot von internationalen Hotels auf der ganzen Welt.

## Varianten
Eier Benedict werden in zahlreichen Variationen zubereitet, wie z. B. als:
- Eggs Blackstone mit Bacon und Tomatenscheiben
- Eggs Florentine mit gedünstetem Spinat anstelle von Schinken
- Eggs Atlantic, Eggs Hemingway oder  Eggs Royale mit Lachs oder Räucherlachs anstelle von Schinken (oft in Australien, Neuseeland und Kanada anzutreffen)
- Huevos Benedict mit Avocado anstelle von Schinken und mit Salsa zusätzlich zur Sauce Hollandaise
- Eggs Hussarde mit Zwieback anstelle von Muffins und mit Sauce bordelaise
- Eggs Sardou, auf Artischockenböden und Blattspinat mit Sauce hollandaise
- Country Benedict oder Eggs Beauregard mit Biscuits statt Muffins, einem dünnen Hamburger (Sausage Patty) und Country gravy

## Entstehung
Zur Entstehungsgeschichte der Eier Benedict gibt es zwei Versionen:
- Charles Ranhofer habe als Chefkoch von Delmonico’s Restaurant in New York City Eggs Benedict für den Finanzier LeGrand Benedict erfunden, als dieser sich darüber beklagte, dass es nichts „Neues“ zum Frühstück gebe. In Ranhofers Kochbuch The Epicurean aus dem Jahre 1894 findet sich dann auch ein Rezept für Eggs à la Benedick.
- Der Börsenmakler Lemuel Benedict soll 1894 im New Yorker Waldorf-Astoria-Hotel als Katerfrühstück die danach als Eggs Benedict bekannte Speise verlangt haben.